# Liste der Länderspiele der armenischen Futsalnationalmannschaft der Frauen
Die nachfolgende Liste enthält alle Länderspiele der armenischen Futsalnationalmannschaft der Frauen, die der Fußballverband von Armenien, die Hayastani fowtboli federac̕ia (HFF), im Jahr 2018 gegründet hat. Futsal ist die einzige von der FIFA anerkannte Variante des Hallenfußballs. Bisher wurden zwei Länderspiele ausgetragen.

## Länderspielübersicht
Legende
- Erg. = Ergebnis
- n. V. = nach Verlängerung
- i. S. = im Sechsmeterschießen
- abg. = Spielabbruch
- H = Heimspiel
- A = Auswärtsspiel
- * = Spiel auf neutralem Platz
- Hintergrundfarbe grün = Sieg
- Hintergrundfarbe gelb = Unentschieden
- Hintergrundfarbe rot = Niederlage

| Nr.                    | Datum      | Erg. | Gegner          |   | Austragungsort                   | Anlass                                  | Bemerkungen |
| ---------------------- | ---------- | ---- | --------------- | - | -------------------------------- | --------------------------------------- | --- |
| 1                      | 21.08.2018 | 1:0  | Republik Moldau | A | Ciorescu (MDA), Futsal Arena FMF | Europameisterschaft 2019- Qualifikation | Erstes Auswärtsspiel Erster Sieg Erster Auswärtssieg Höchster Sieg Höchster Auswärtssieg Erstes Länderspiel gegen die Republik Moldau                                                  |
| 2                      | 22.08.2018 | 2:5  | Belarus         | * | Ciorescu (MDA), Futsal Arena FMF | Europameisterschaft 2019- Qualifikation | Erstes Spiel auf neutralem Platz Erste Niederlage Erste Niederlage auf neutralem Platz Höchste Niederlage Höchste Niederlage auf neutralem Platz Erstes Länderspiel gegen Weißrussland |
| Stand: 28. August 2018 |            |      |                 |   |                                  |                                         | |

## Statistik
In der Statistik werden nur die offiziellen Länderspiele berücksichtigt.
Legende
- Sp. = Spiele
- Sg. = Siege
- Uts. = Unentschieden
- Ndl. = Niederlagen
- Hintergrundfarbe grün = positive Bilanz
- Hintergrundfarbe gelb = ausgeglichene Bilanz
- Hintergrundfarbe rot = negative Bilanz

### Gegner
| Land            | Kontinentalverband | Sp. | Sg. | Uts. | Ndl. | Torverhältnis |
| --------------- | ------------------ | --- | --- | ---- | ---- | ------------- |
| Republik Moldau | UEFA               | 1   | 1   | 0    | 0    | 1:0           |
| Belarus         | UEFA               | 1   | 0   | 0    | 1    | 2:5           |
| Gesamt          | Gesamt             | 2   | 1   | 0    | 1    | 3:5           |

### Kontinentalverbände
| Kontinentalverband                 | Sp. | Sg. | Uts. | Ndl. | Torverhältnis |
| ---------------------------------- | --- | --- | ---- | ---- | ------------- |
| AFC (Asien)                        | 0   | 0   | 0    | 0    | 0:0           |
| CAF (Afrika)                       | 0   | 0   | 0    | 0    | 0:0           |
| CONCACAF (Nord- und Mittelamerika) | 0   | 0   | 0    | 0    | 0:0           |
| CONMEBOL (Südamerika)              | 0   | 0   | 0    | 0    | 0:0           |
| OFC (Ozeanien)                     | 0   | 0   | 0    | 0    | 0:0           |
| UEFA (Europa)                      | 2   | 1   | 0    | 1    | 3:5           |
| Gesamt                             | 2   | 1   | 0    | 1    | 3:5           |

### Anlässe
| Anlass                                   | Sp. | Sg. | Uts. | Ndl. | Torverhältnis |
| ---------------------------------------- | --- | --- | ---- | ---- | ------------- |
| Europameisterschaft-Qualifikationsspiele | 2   | 1   | 0    | 1    | 3:5           |
| Freundschaftsspiele                      | 0   | 0   | 0    | 0    | 0:0           |
| Gesamt                                   | 2   | 1   | 0    | 1    | 3:5           |

### Spielarten
| Spielart                       | Sp. | Sg. | Uts. | Ndl. | Torverhältnis |
| ------------------------------ | --- | --- | ---- | ---- | ------------- |
| Heimspiele (H)                 | 0   | 0   | 0    | 0    | 0:0           |
| Spiele auf neutralem Platz (*) | 1   | 0   | 0    | 1    | 2:5           |
| Auswärtsspiele (A)             | 1   | 1   | 0    | 0    | 1:0           |
| Gesamt                         | 2   | 1   | 0    | 1    | 3:5           |

### Austragungsorte
| Austragungsort | Land            | Sp. | Sg. | Uts. | Ndl. | Torverhältnis |
| -------------- | --------------- | --- | --- | ---- | ---- | ------------- |
| Ciorescu       | Republik Moldau | 2   | 1   | 0    | 1    | 3:5           |
| Gesamt         | Gesamt          | 2   | 1   | 0    | 1    | 3:5           |

### Spielergebnisse
|      | Gegentore | Gegentore | Gegentore | Gegentore | Gegentore | Gegentore |
| Tore | 0         | 1         | 2         | 3         | 4         | 5         |
| ---- | --------- | --------- | --------- | --------- | --------- | --------- |
| 0    | -         | -         | -         | -         | -         | -         |
| 1    | 1         | -         | -         | -         | -         | -         |
| 2    | -         | -         | -         | -         | -         | 1         |